# Peter van Miltenburg
Peter van Miltenburg (* 16. August 1957 in Geelong) ist ein ehemaliger australischer Sprinter.
1981 wurde er beim Weltcup in Rom Neunter über 200 Meter. Mit der ozeanischen Mannschaft wurde er jeweils Achter in der 4-mal-100-Meter-Staffel und der 4-mal-400-Meter-Staffel.
Bei den Olympischen Spielen 1984 in Los Angeles erreichte er über 100 und 200 Meter. In der 4-mal-400-Meter-Staffel war er im Vorlauf und im Halbfinale Teil des australischen Teams, das auf den vierten Platz kam.
1985 wurde er beim Weltcup in Canberra Sechster mit der ozeanischen 4-mal-100-Meter-Stafette.
1984 wurde er Australischer Meister über 200 Meter.

## Persönliche Bestzeiten
- 100 m: 10,47 s, 14. März 1984, Adelaide (handgestoppt: 10,2 s, 13. Juli 1984, Eugene)
- 200 m: 20,69 s, 6. März 1984, Melbourne
- 400 m: 46,64 s, 22. März 1981, Adelaide